# Narghís Mohammadiová
Narghís Safie Mohammadiová, též Narges Mohammadiová (persky نرگس صفیه محمدی‎; * 21. dubna 1972) je íránská aktivistka za lidská práva, nositelka Nobelovy ceny za mír a viceprezidentka Centra ochránců lidských práv (DHRC), v jehož čele stojí další nositelka Nobelovy ceny za mír Širín Ebadiová. V květnu 2016 byla v Teheránu odsouzena k 16 letům vězení za založení a vedení „hnutí za lidská práva, které bojuje za zrušení trestu smrti“. V roce 2020 byla propuštěna, ale v roce 2021 se vrátila do vězení, kde od té doby podává zprávy o týrání zadržovaných žen.
V říjnu 2023, kdy byla ve vězení, jí byla udělena Nobelova cena za mír za rok 2023 „za její boj proti útlaku žen v Íránu a za její boj za prosazování lidských práv a svobody pro všechny“.

## Život
Mohammadiová se narodila v Zandžánu. Vystudovala fyziku na Chomejního mezinárodní univerzitě a stala se profesionální inženýrkou. Během své univerzitní kariéry psala články podporující práva žen do studentských novin a byla zatčena na dvou setkáních politické studentské skupiny.
Poté pracovala jako novinářka pro několik reformistických novin a vydala knihu politických esejů s názvem Reformy, strategie a taktika. V roce 2003 se připojila k Centru ochránců lidských práv čele s nositelkou Nobelovy ceny za mír Širín Ebadiovou, později se stala viceprezidentkou organizace.
V roce 1999 se provdala za proreformního novináře Tagiho Rahmaního, který byl nedlouho poté poprvé zatčen. Rahmaní se v roce 2012 přestěhoval do Francie poté, co si odpykal celkem 14 let vězení, ale Mohammadiová se rozhodla zůstat v Íránu a pokračovat ve své práci v oblasti lidských práv. Mohammadiová a Rahmaní mají dvojčata, Alího a Kianu.

## Trestní stíhání
Mohammadiová byla poprvé zatčena v roce 1998 za svou kritiku íránské vlády a strávila rok ve vězení. V dubnu 2010 byla kvůli členství v Centru ochránců lidských práv předvolána před Islámský revoluční soud. Byla krátce propuštěna na kauci 50 000 dolarů, ale o několik dní později byla znovu zatčena a vězněna ve věznici Evín. Její zdraví se ve vazbě zhoršilo a vyvinula se u ní nemoc podobná epilepsii, která způsobovala, že pravidelně ztrácela kontrolu nad svaly. Po měsíci byla propuštěna do nemocničního ošetřování.
V červenci 2011 byla Mohammadiová znovu stíhána a shledána vinnou z „jednání proti národní bezpečnosti, členství v Centru ochránců lidských práv a propagandy proti režimu“. V září byla odsouzena k 11 letům vězení. Mohammadiová uvedla, že se o verdiktu dozvěděla pouze prostřednictvím svých právníků a obdržela „bezprecedentní 23stránkový rozsudek soudu, který opakovaně přirovnával mé aktivity v oblasti lidských práv k pokusům o svržení režimu“. V březnu 2012 byl trest potvrzen odvolacím soudem, i když byl snížen na šest let. Dne 26. dubna byla zatčena, aby nastoupila do výkonu trestu.
Proti rozsudku protestovalo mnoho zahraničních organizací a vlád, například britské ministerstvo zahraničí ho označilo za „další smutný příklad pokusů íránských úřadů umlčet statečné obránce lidských práv“. Amnesty International ji označila za vězně svědomí a vyzvala k jejímu okamžitému propuštění. Reportéři bez hranic vydali na podporu Mohammadiové u příležitosti devátého výročí smrti fotografky Zahry Kazemiové ve věznici Evin výzvu, ve které uvedli, že život Mohammadiové ve vězení je „ve zvláštním nebezpečí“. V červenci 2012 požádala mezinárodní skupina zákonodárců o její propuštění, včetně amerického senátora Marka Kirka, bývalého kanadského generálního prokurátora Irwina Cotlera, britského poslance Denise MacShanea, australského poslance Michaela Danbyho, italské poslankyně Fiammy Nirensteinové a litevského poslance Emanuelise Zingerise. Dne 31. července 2012 byla Mohammadiová propuštěna z vězení.
Dne 31. října 2014 pronesla Mohammadiová emotivní projev u hrobu Sattára Beheštího, ve kterém řekla: „Jak to, že poslanci parlamentu navrhují Plán na podporu ctnosti a prevenci neřesti, ale nikdo nepromluvil před dvěma lety, kdy nevinná lidská bytost jménem Sattár Beheští zemřela mučením v rukou svého vyšetřovatele?“ Navzdory aktu extrémního násilí proti Beheštímu, který se setkal s mezinárodním ohlasem v roce 2012, jeho případ stále vyvolává otázky a věznice Evín je dodnes místem mučení a nespravedlivého zatýkání obránců lidských práv. Video s projevem Mohammadiové se rychle stalo virálním na sociálních sítích, což vedlo k jejímu předvolání k vězeňskému soudu v Evínu. „Ve výzvě, kterou jsem obdržela dne 5. 11. 2014, je uvedeno, že se musím dostavit kvůli obviněním, ale není k nim žádné bližší vysvětlení.“
Dne 5. května 2015 byla Mohammadiová znovu zatčena na základě nových obvinění. Revoluční soud ji odsoudil k deseti letům vězení za „založení ilegální skupiny“ (jde o kampaň Krok za krokem k ukončení trestu smrti v Íránu), dalším pěti letům za „spiknutí proti národní bezpečnosti“ a jednomu roku za „protisystémovou propagandu“ za rozhovory s mezinárodními médii a za setkání s tehdejší vysokou představitelkou EU pro zahraniční věci a bezpečnostní politiku Catherine Ashtonovou v březnu 2014. V lednu 2019 Mohammadiová údajně ve věznici Evín zahájila hladovku spolu se zadrženou britsko-íránskou občankou Nazanin Zaghariová-Ratcliffeovou na protest proti odepření přístupu k lékařské péči. V červenci 2020 se u ní projevovaly příznaky infekce covid-19, ze které se zřejmě do srpna zotavila. Dne 8. října 2020 byla Mohammadiová propuštěn z vězení.
Dne 27. února 2021 zveřejnila prostřednictvím sociálních sítí video, v němž vysvětluje, že byla v prosinci dvakrát předvolána k soudu kvůli případu, který byl proti ní zahájen, když byla ještě ve vězení. Mohammadiová uvedla, že se odmítá k soudu dostavit a že neuposlechne jakýkoli rozsudek. Popisuje sexuální zneužívání a špatné zacházení, kterému ona sama a další ženy byly vystaveny ve věznicích, a říká, že úřady stále nereagovaly na stížnost, kterou v tomto ohledu podala 24. prosince. Nový případ zahájený proti ní se týkal protestu vsedě, kterým politické vězeňkyně ve věznici Evín protestovaly proti zabíjení a zatýkání demonstrantů v listopadu 2019.
V březnu 2021 napsala Mohammadiová předmluvu k výroční zprávě o trestu smrti v Íránu. Napsala: „Popravy lidí jako Navíd Afkari a Rúholláh Zam v minulém roce byly nejnejednoznačnějšími popravami v Íránu. Rozsudek trestu smrti pro Ahmadrézu Džalalího je jedním z nejchybnějších rozsudků a důvody pro rozsudky smrti je třeba pečlivě prozkoumat. Tito lidé byli odsouzeni k smrti poté, co byli drženi na samotce a vystaveni strašlivému psychickému mučení, proto nepovažuji soudní proces za spravedlivý. (...) Proto mě obzvláště znepokojuje nedávná zatčení v Sístánu, Balúčistánu a Kurdistánu a doufám, že organizace proti trestu smrti bude věnovat zvláštní pozornost zadrženým, protože se obávám, že v příštím roce budeme čelit další vlně poprav.“
V květnu trestní soud v Teheránu odsoudil Mohammadiovou ke dvěma a půl letem vězení, 80 ranám bičem a dvěma samostatným pokutám za různé zločiny včetně „šíření protisystémové propagandy“. O čtyři měsíce později obdržela předvolání k nástupu do výkonu trestu, ale nereagovala, protože považovala odsouzení za nespravedlivé.
Dne 16. listopadu 2021 byla Mohammadiová zatčena v Karadži, když se účastnila piety za Ebrahima Ketabdara, který byl zabit íránskými bezpečnostními silami během celostátních protestů v listopadu 2019.

V prosinci 2022, během protestů vyvolaných smrtí Mahsá Amíníové ve vazbě, Mohammadiová ve zprávě, kterou zveřejnila BBC, podrobně popsala sexuální a fyzické zneužívání zadržovaných žen. Ve stejnou dobu vyšla kniha White Torture: inside Iran's prisons for women, založená na výpovědích vězeňkyň. V lednu 2023 podala z vězení šokující zprávu, ve které podrobně popisuje stav žen ve věznici Evín, včetně seznamu 58 vězeňkyň a procesu výslechů a mučení, kterým prošly. Celkem 57 z těchto žen strávilo na samotce celkem 8350 dní. 56 z těchto žen je odsouzeno na celkem 3300 měsíců.
Mohammadíová byla otevřenou kritičkou samovazby a ve své stejnojmenné knize z roku 2022, která obsahuje rozhovory s dvanácti dalšími íránskými vězeňkyněmi, ji nazvala „bílým mučením“. V září 2023 podpořila Mehdiho Yarrahiho po jeho zatčení za protestní píseň Roosarito.

## Ocenění a vyznamenání
- 2023 Nobelova cena za mír
- 2023 Světová cena svobody tisku UNESCO Guillerma Cana, sdílená s Elahíh Mohammadíovou a Nílúfar Hamedíovou[31]
- 2023 Cena Olofa Palmeho od švédské nadace Olofa Palmeho
- 2022 uvedení v seznamu 100 inspirativních a vlivných žen BBC[32]
- Cena Andreje Sacharova za rok 2018 od Americké fyzikální společnosti
- 2016 Cena za lidská práva německého města Výmar
- 2011 Cena Pera Angera, mezinárodní cena švédské vlády za lidská práva
- 2010 Když Širín Ebadiová obdržela Cenu Felixe Ermacory za lidská práva, věnovala ji Mohammadiové. „Tato odvážná žena si toto ocenění zaslouží víc než já,“ řekla.[33]
- 2009 Cena Alexandra Langera, pojmenovaná po mírovém aktivistovi Alexandru Langerovi[11]

## Dílo
- White Torture: inside Iran's prisons for women. OneWorld, 2022. ISBN 9780861545506